# Kudowa-Zdrój
Kudowa-Zdrój [kuˈdɔva ˈzdrui̯] (alemany: Bad Kudowa, txec: Chudoba) o simplement Kudowa, és una ciutat situada al comtat de Kłodzko, Voivodat de Baixa Silèsia, a la part sud-oest de Polònia. Té una població de 10.000 habitants i es troba a la frontera entre Polònia i la República Txeca, just a l'altre costat de la ciutat txeca de Náchod, a 40 km a l'oest del polonés Kłodzko i a 140 km de Praga.
Kudowa-Zdrój és una de les ciutats balneari europees més antigues on es tracten malalties cardíaques i del sistema circulatori. Al centre es troba un parc d'estil del segle xvii, plantes exòtiques i una sala de bombes d'aigua mineral. A causa de la seua ubicació, la ciutat és famosa pel turisme, el senderisme i com a punt de partida per a diversos viatges.
La ciutat té diversos llocs històrics i patrimonials, com la capella de les Calaveres al districte de Czermna de Kudowa, una ossera que conté milers d'ossos o restes d'esquelets. És una de les sis que n'hi ha a Europa. Un altre lloc és la basílica de Wambierzyce, la "Jerusalem de Silèsia", una de les destinacions de peregrinació catòlica més populars de Polònia.

## Història

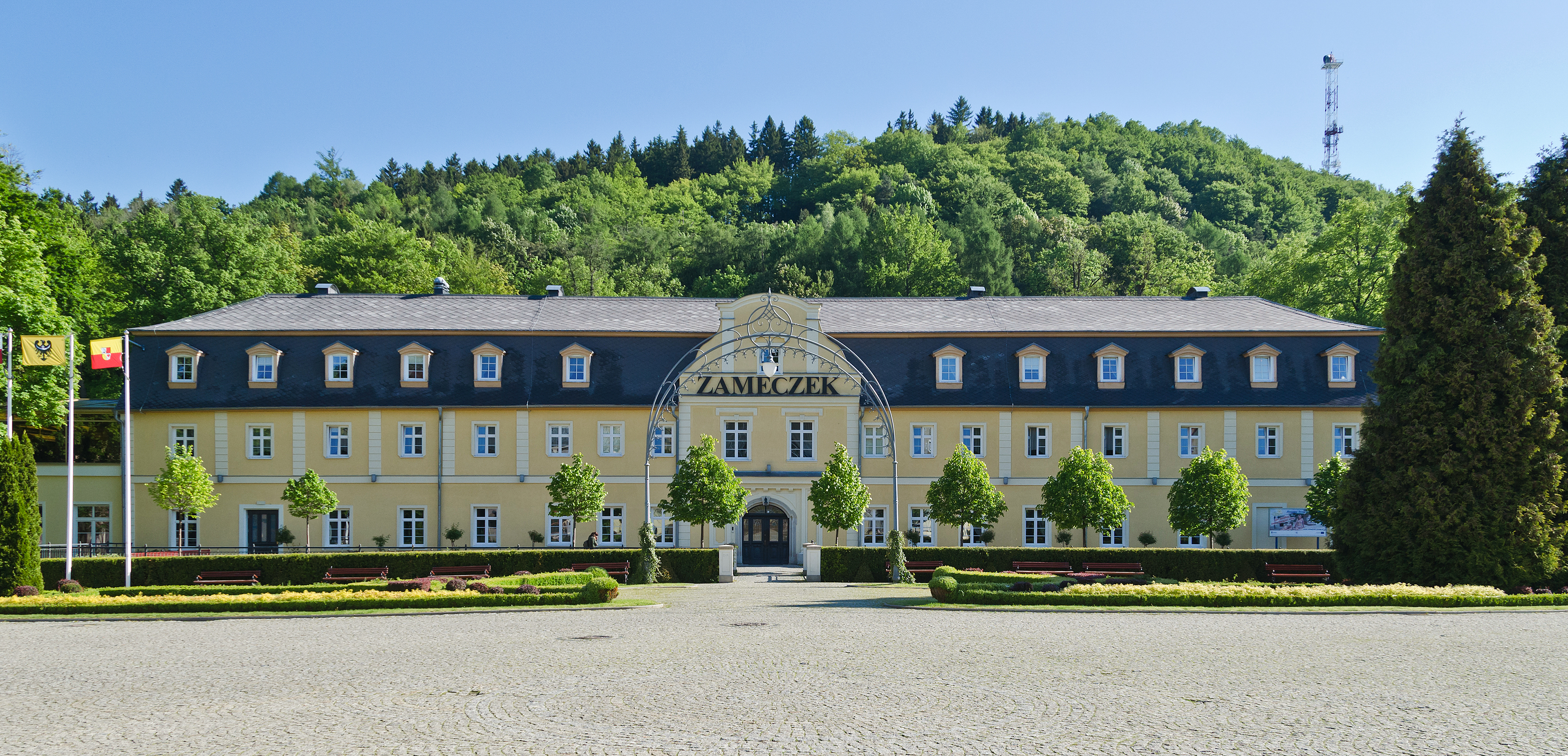
Zameczek, un sanatori i parc d'estil palatí

Kudowa-Zdrój és un dels balnearis més antics de Polònia i Europa. S'esmenta per primera vegada en un document d'Henry the Older, fill del rei hussita txec Jordi de Podiebrad. El nom original del llogaret era Lipolitov, però a mitjan segle xvi es va canviar pel de Chudoba, més tard a Kudoba (Cudoba al segle XIX), Bad Kudowa i Kudowa-Zdrój el 1945.
La part més antiga de Kudowa és Czermna, que data del segle xvi. El primer registre de les aigües minerals a l'àrea prové de 1580, de les cròniques de Louis de Náchod, sota el nom de Cermenske Lazne. Al 1625 (o, com diuen algunes fonts, ja el 1621), G. Aelurius, un monjo protestant luterà, va escriure en la seua obra Glaciografia sobre el sabor de les aigües minerals de Kudowa.
El 1847, Kudowa va rebre la visita de 300 pacients. Al 1850, A. Duflos va fer una anàlisi química de les aigües i afirmà que tenien trets curatius. El metge local J. Jacob va ajudar a establir la idea que Kudowa era un balneari que ajudava a tractar malalties cardíaques, la qual cosa va tenir un impacte significatiu en la quantitat de persones que visitaven la ciutat. El 1900, la quantitat de persones que la visitaren fou de 4.150. Gràcies al desenvolupament d'empreses, una línia ferroviària a Glatz i una central elèctrica, el balneari va créixer, i al 1906 van acudir-hi 8.000 visitants. El 1891, l'editor germanoamericà Hermann Raster va visitar Kudowa-Zdrój per tractar-se. Hi va morir al juliol d'aquell any. El 1920 la companyia Gebrüder Martin i Paul Polka O. H. G va comprar el complex de balnearis més gran de la ciutat. Entre els visitants famosos se'n troben Helmut von Moltke i Winston Churchill. A més, de 1911 a 1931, Raphael Friedeberg va treballar com a metge al balneari.
Kudowa va ser part de Bohèmia fins a 1742, quan, juntament amb la resta del comtat de Glatz, va passar a Prússia. Des de 1818 fins a 1945, va ser coneguda com a Bad Kudowa, i va formar part de la província prussiana de la Baixa Silèsia. Després de la guerra, al 1945, la majoria dels habitants alemanys van ser-ne expulsats per la força i hi van arribar els colons polonesos. Després de formar part de Polònia, rebé els drets municipals per primera vegada en la seua història. Com l'àrea era part de la zona txeca de Kłodzko Land, abans de 1945 vivia a Kudowa-Zdrój (llavors Bad Kudowa) una població de txecs ètnics. Petits grups d'alemanys i txecs van continuar vivint a Kudowa fins a 1960.

## Subdivisions
(Amb noms alemanys)
- Brzozowie (Brzesowie, 1924–45: Birkhagen)
- Bukowina Kłodzka (Bukowine, 1937–45: Tannhübel)
- Czermna (Tscherbeney, 1937–45: Grenzeck)
- Jakubowice (Jakobowitz, 1937–45: Wachtgrund)
- Pstrążna (Straußeney, 1937–45: Straußdörfel)
- SłUn (Schlaney, 1937–45: Schnellau)
- Zakrze (Sackisch)

## Enllaços externs

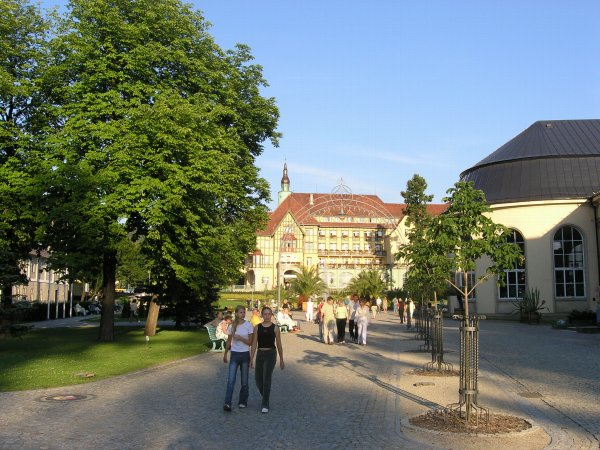
El balneari Park situat al costat del Sanatorium Polònia
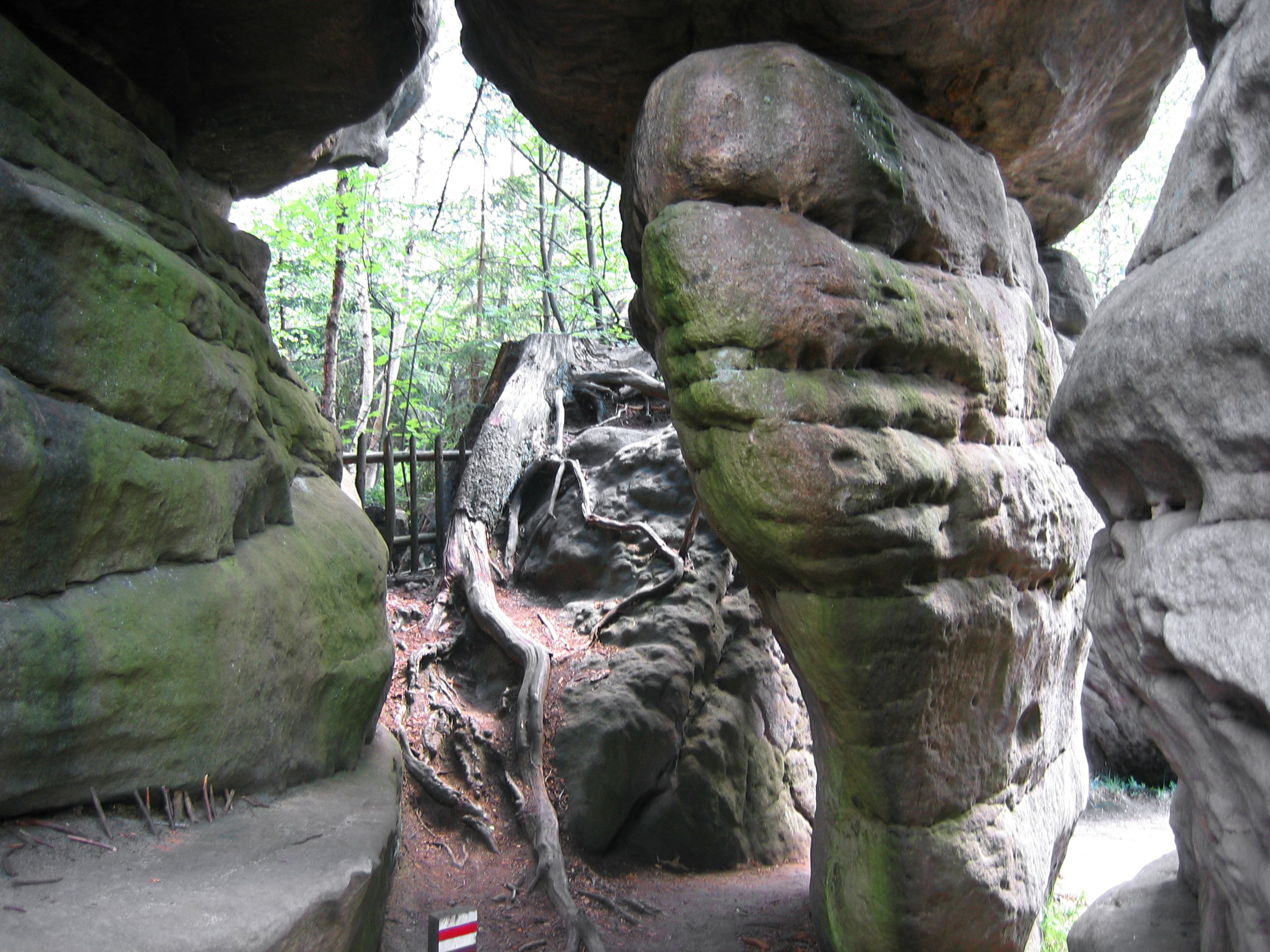
El parc nacional Muntanya de la Taula situat prop de Kudowa
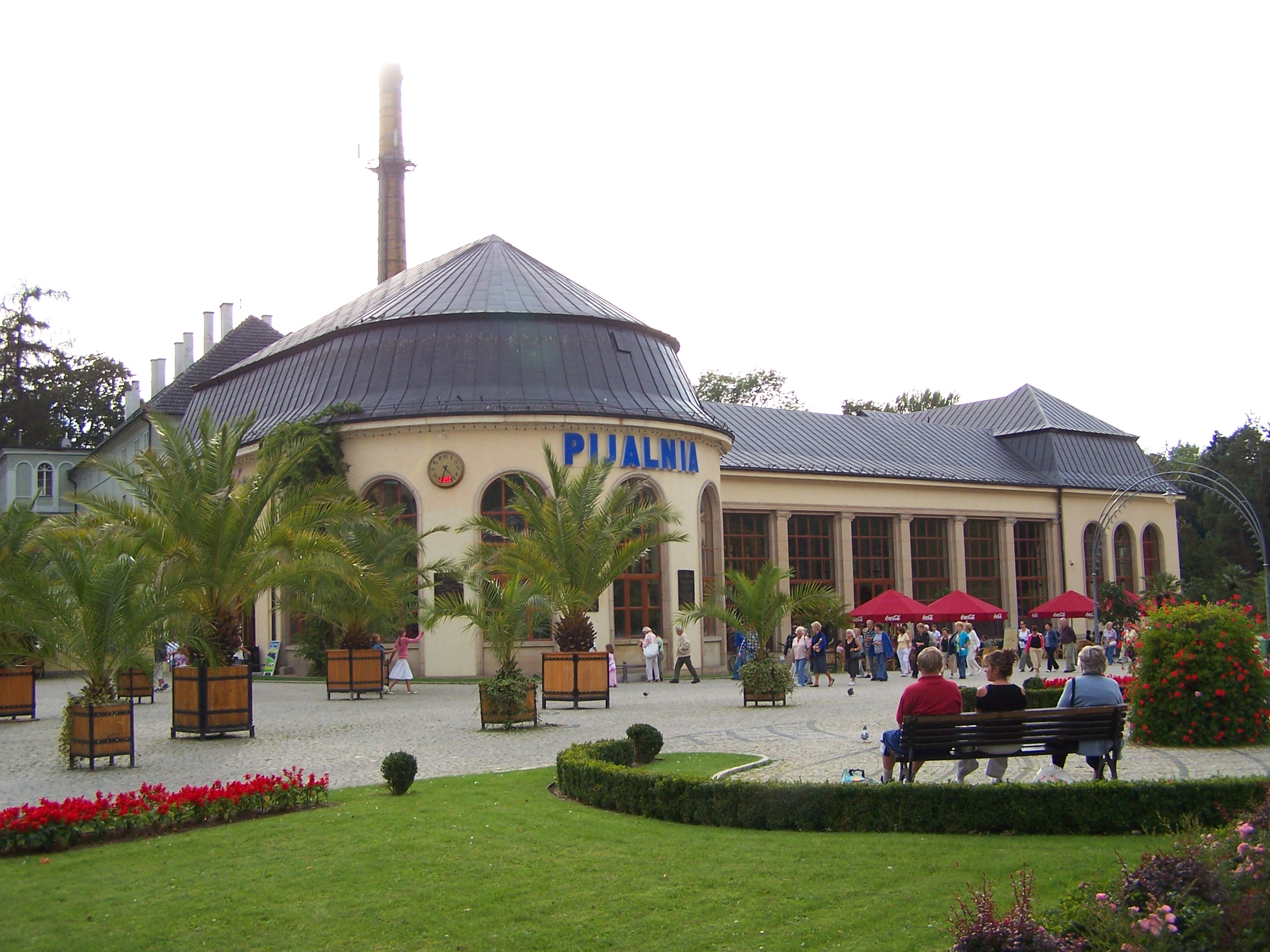
Sala de bombes
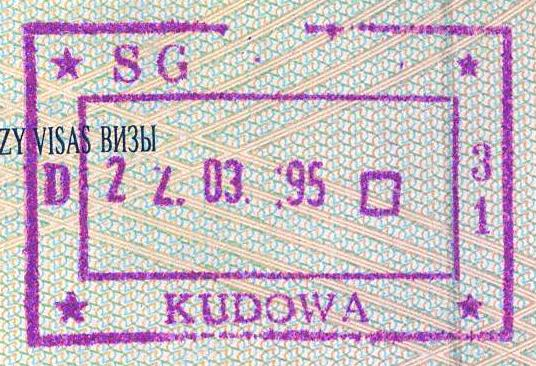
Antic segell de passaport pre-Schengen des de l'encreuament fronterer

## Relacions internacionals

### Ciutats agermanades
Kudowa-Zdrój està agermanada amb:
- Náchod,